# Stazione di Castelnuovo di Garfagnana
Stazione di Castelnuovo di Garfagnana vasútállomás Olaszországban, Castelnuovo di Garfagnana településen. Az állomás 1911-ben nyílt meg.

## Vasútvonalak
Az állomást az alábbi vasútvonalak érintették:
- Aulla Lunigiana–Lucca-vasútvonal

## Kapcsolódó állomások
A vasútállomáshoz az alábbi állomások vannak a legközelebb:
- Stazione di Villetta San Romano
- Stazione di Fosciandora-Ceserana
- Stazione di Pontecosi